# Skillzy
Skillzy – oficjalna maskotka Mistrzostw Europy w Piłce Nożnej 2020, które odbyły się w 11 europejskich miastach.
Maskotka została zaprezentowana 24 marca 2019 roku podczas meczu eliminacyjnego mistrzostw Europy 2020 Grupy C pomiędzy reprezentacją Holandii a reprezentacją Niemiec (2:3) na Johan Cruyff ArenA w Amsterdamie. To chłopiec z kokiem na głowie ubrany w bluzę z kapturem inspirowany freestyle footballem, uliczną piłką nożną oraz kulturą panna.
Maskotka jednak nie została dobrze odebrana przez kibiców, o czym świadczą krytyczne komentarze na Twitterze.